# 672 (szám)
A 672 (római számmal: DCLXXII) egy természetes szám.

## A szám a matematikában
A tízes számrendszerbeli 672-es a kettes számrendszerben 1010100000, a nyolcas számrendszerben 1240, a tizenhatos számrendszerben 2A0 alakban írható fel.
A 672 páros szám, összetett szám, kanonikus alakban a 25 · 31 · 71 szorzattal, normálalakban a 6,72 · 102 szorzattal írható fel. Huszonnégy osztója van a természetes számok halmazán, ezek növekvő sorrendben: 1, 2, 3, 4, 6, 7, 8, 12, 14, 16, 21, 24, 28, 32, 42, 48, 56, 84, 96, 112, 168, 224, 336 és a 672.
Tizenkétszögszám.
Zuckerman-szám (osztható a számjegyeinek szorzatával), osztóharmonikus szám.
A 672 a hat ismert 3-tökéletes szám közül a második.